# شهرستان چنستوخووا
شهرستان چنستوخووا (به لهستانی: Powiat Częstochowa) یک شهرستان در لهستان است که در استان سیلسیان واقع شده‌است. شهرستان چنستوخووا ۱٬۵۱۹٫۴۹ کیلومتر مربع مساحت و ۱۳۳٬۵۵۳ نفر جمعیت دارد.